# Daft Punk
Daft Punk bylo umělecké jméno dvojice francouzských hudebníků Guy-Manuela de Homem-Christa (* 8. února 1974) a Thomase Bangaltera (* 3. ledna 1975). Duo bylo považováno za jeden z nejúspěšnějších elektronických projektů současnosti[kdy?], jak v prodeji alb, tak ohlasu kritiky. Jejich debutové album Homework (1997) je považováno za mezník taneční hudby. Poté, co Daft Punk získali popularitu v houseovém hnutí 90. let ve Francii, dostaly se na výsluní také další podobné projekty, jako například Air, Cassius nebo Dimitri from Paris a Around The World. Daft Punk jsou také ceněni za své skladby, které měly velký vliv na francouzskou houseovou scénu. Do roku 2008 byl jejich manažerem Pedro Winter (Busy P), hlava vydavatelství Ed Banger Records.

## Historie

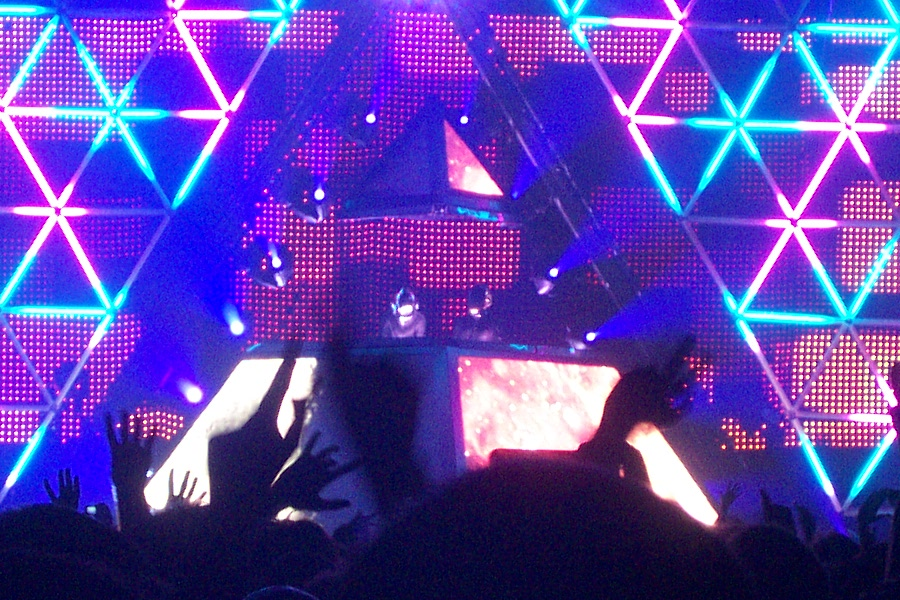
Daft Punk během vystoupení v Paříži v roce 2007.

Thomas Bangalter a Guy-Manuel de Homem-Christo navštěvovali stejnou střední školu, kde se roku 1987 seznámili. Stali se z nich dobří přátelé a brzy začali nahrávat svá první dema. V roce 1992 vytvořili spolu s kytaristou Laurent Brancowitzem indie rockové trio s názvem Darlin' (podle písně od The Beach Boys). Jednu z jejich písní vydal nezávislý label Duophonic Records na svém výběrovém EP. U stejného labelu vydávali i britští Stereolab, kteří je pozvali hostovat na své koncertní turné po Evropě. Bangalter však tehdy řekl: „Myslím, že hudba, kterou děláme, je jen průměrná. Bylo to tak krátké, asi tak šest měsíců. Udělali jsme čtyři písničky, dvě vystoupení a to bylo vše.“ Tento negativní názor, který se objevil v časopise Melody Maker, asi nejlépe vystihuje situaci, v níž se hudebníci nacházeli. Krátce nato Bangalter a Homem-Christo opustili Brancowitze (ten se přidal ke kapele Phoenix) a založili Daft Punk.
Daft Punk po experimentování s bicím automatem a syntezátory nahráli v roce 1995 svou první komerčně úspěšnou skladbu „Da Funk“. Současně hledali manažera, kterým se nakonec stal Pedro Winter. V září 1996 podepsali smlouvu s Virgin Records – kontrakt jim mimo jiné vyhrazoval veškerá práva k jejich písním skrze produkční společnost Daft Trax.
Začátkem roku 1997 vyšlo jejich debutové album Homework. Díky syntéze techna, house, acid house a různých electro stylů je považováno za jedno z nejvlivnějších tanečních alb devadesátých let. Daft Punk se rázem stali hvězdami EDM taneční scény. Největší úspěch sklidil hit „Around the World“, jenž je známý zajímavě se opakujícími slovy názvu písně. V rámci desky Homework vyšla také videa, jež režírovali Spike Jonze, Michel Gondry, Roman Coppola a Seb Janiak. Kolekce videí vyšla v roce 1999 pod názvem D.A.F.T. - A Story about Dogs, Androids, Firemen and Tomatoes.
Rok 2000 znamenal pro Daft Punk začátek práce na druhém albu, jež vyšlo v březnu 2001. Na desce Discovery se orientovali na synthpop a samply typické pro 70. a 80. léta. I tentokráte sklidila deska velký úspěch (2. místo v britské hitparádě). Kluby po celém světě ovládl hit „One More Time“, singly „Digital Love“ a „Harder, Better, Faster, Stronger“ se výrazně prosadily nejen v Británii, ale i v USA.
Dalším studiovým albem francouzského dua bylo Human After All, jež vyšlo v září 2006. Tato deska alespoň u fanoušků nesklidila zdaleka takový úspěch jako předchozí dvě řadová alba. V britských hitparádách se nejvýše dostal singl „Robot Rock“ (32. místo). Někteří kritici označili album jako zklamání roku, nicméně i přesto bylo nominováno na Grammy v kategorii Dance (nakonec ale vyhráli The Chemical Brothers s deskou Push the Button).
V roce 2010 vytvořili hudbu ke sci-fi filmu Tron: Legacy 3D režiséra Josepha Kosinskiho. Soundtrack byl vydán 7. prosince 2010, několik dní před premiérou filmu.
V roce 2013 vydali singl s názvem Get Lucky, na kterém spolupracovali s americkými hudebníky Pharrellem Williamsem a Nilem Rodgersem. Během dvou dnů se prodalo 50 tisíc kopií této skladby. V roce 2014 Daft Punk zvítězili v cenách Grammy se skladbou Get Lucky jako nahrávkou roku.
V létě roku 2016 se začalo spekulovat o tom, že se Daft Punk a kanadský rapper The Weeknd zahájili společné nahrávání. Dne 30. září 2016 vyšla skladba Starboy, která se hned po vydání stala velkým hitem. O necelé 2 měsíce později, 18. listopadu 2016, vyšla další skladba I Feel It Coming, opět ve spolupráci s kanadským rapperem The Weeknd.
V roce 2021 vydali na svém YouTube kanálu osmiminutové video s názvem Epilogue, kterým oznámili konec svojí kariéry. Samotný obrazový záznam pocházel z jejich videa Electroma z roku 2008.

## Vizuální složka

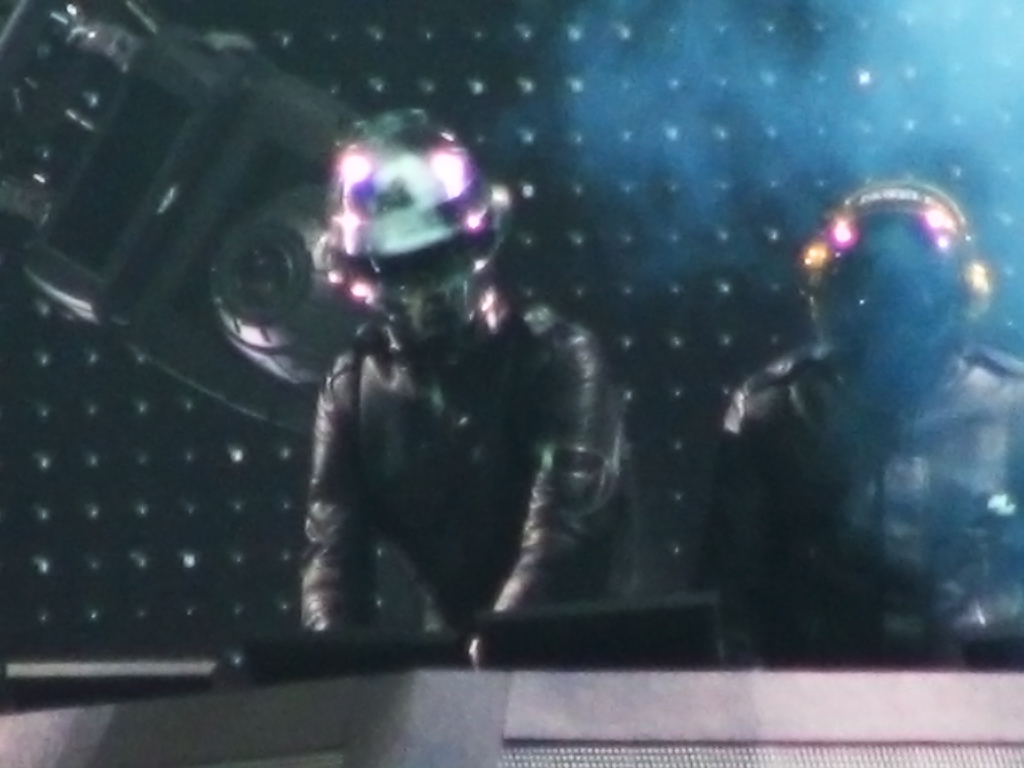
Podoba Daft Punk při živých vystoupeních.

V době prvního alba Homework si duo vytvořilo image robotů, kvůli které mělo na propagačních materiálech i koncertech masky robotů. Pokud nenosili masky, byli raději nahrazeni animací (DVD The Work of Director Michel Gondry), nebo si nechali tváře digitálně zamaskovat. Existuje jen málo fotografií Daft Punk s odkrytými tvářemi (jednu nekvalitní lze vidět v bookletu alba Homework).
Ve známějších letech po vydání alba Discovery vystupovali na fotkách pro veřejnost, v rozhovorech, na koncertech i ve videoklipech jako futurističtí roboti. Autorem robotích kostýmů je firma Tony Gardner's Alterian, Inc. Thomas Bangalter jednou vysvětloval: „Nechtěli jsme se stát roboty. Byl to incident ve studiu. Pracovali jsme na sampleru a přesně v 9.09 hodin ráno 9. září 1999, to vybuchlo. Když se nám vrátilo vědomí, zjistili jsme, že jsme se stali roboty.“ Ve skutečnosti prý nosí masky kvůli své stydlivosti.

## Diskografie
Studiová alba
- Homework (1997)
- Discovery (2001)
- Human After All (2005)
- Random Access Memories (2013)